# Berylmys mackenziei
Berylmys mackenziei es una especie de roedor de la familia Muridae.

## Distribución geográfica
Se encuentra sólo en China, India, Birmania, y Vietnam.